# Slag bij Smithfield Crossing
De Slag bij Smithfield Crossing vond plaats tussen 25 augustus en 29 augustus 1864 in Jefferson County, West Virginia als deel van de veldtochten in de Shenandoahvallei van 1864 tijdens de Amerikaanse Burgeroorlog.
Twee Zuidelijke infanteriedivisies onder leiding van luitenant-generaal Jubal A. Early staken de Opequon Creek over ter hoogte van Smithfield Crossing. De Noordelijke cavaleriedivisie van Wesley Merrit diende terrein prijs te geven. Een tegenaanval van de Noordelijke infanteriedivisie van Rickett kon de Zuidelijke opmars tegenhouden. De strijd eindigde onbeslist. Er vielen 300 slachtoffers aan beide zijden samen.